# En un mercado persa

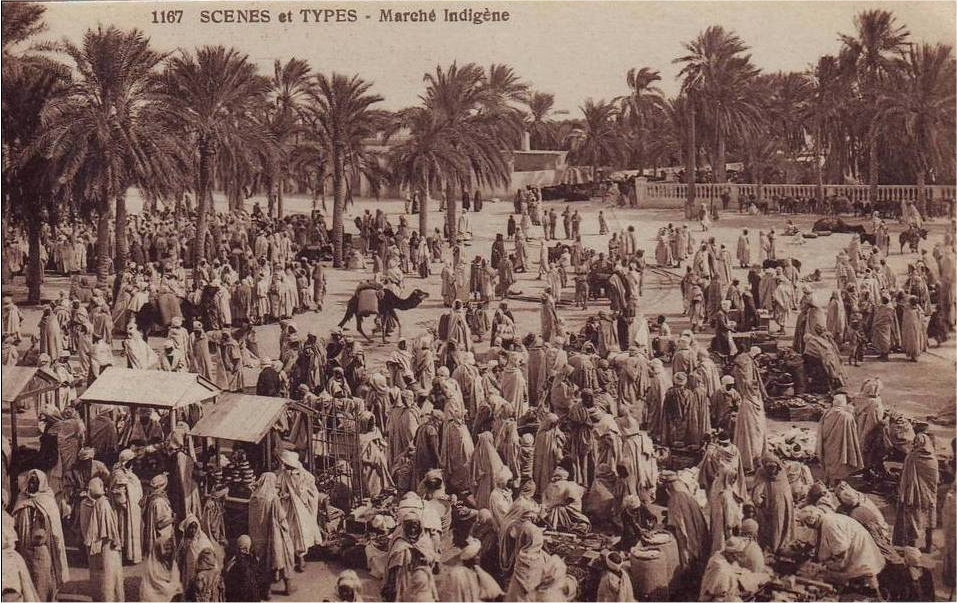
Un mercado oriental en 1920.

En un mercado persa (In a Persian market) es una obra de 1920 del compositor británico Albert William Ketèlbey (1875-1985).
Relativamente corta, unos siete minutos, evoca el ambiente de un mercado oriental. 
La música describe sucesivamente:
- La llegada de los camelleros y el paso majestuoso de sus monturas.
- El canto de los mendigos («Bakshish bakshish Allah, empshi empshi»).
- La llegada de la princesa.
- Los malabaristas y los encantadores de serpientes.
- El paso solemne del califa visitando el mercado.
- De nuevo el canto de los mendigos, la melodía de la princesa y la caravana de los camelleros alejándose, simbolizando el final del mercado en el crepúsculo.